# Armands Bēcis
Armands Bēcis, né le 16 janvier 1991 à Riga, est un coureur cycliste letton.

## Palmarès
- 2011
  - 2e de la Skandisloppet
- 2012
  - Gran Premio Primavera de Ontur
- 2013
  - 2e du championnat de Lettonie du contre-la-montre espoirs
- 2015
  - 1re étape du Tour de Chine I

## Classements mondiaux
| Année                                 | 2011 | 2012 | 2013 | 2014 | 2015 | 2016  | 2017  |
| ------------------------------------- | ---- | ---- | ---- | ---- | ---- | ----- | ----- |
| Classement mondial                    |      |      |      |      |      | 1115e | 1507e |
| UCI Europe Tour                       | 470e | nc   | 598e | 994e | 502e | 756e  | 1037e |
| UCI Asia Tour                         | nc   | nc   | nc   | nc   | 131e | nc    | 580e  |
| UCI Africa Tour                       | nc   | 75e  | nc   | nc   | nc   | nc    | nc    |
|                                       |      |      |      |      |      |       |       |
| Légende : nc = non classéSource : UCI |      |      |      |      |      |       |       |